# Flatskär (Saltvik, Åland)
Flatskär är en ö i Åland (Finland). Den ligger i Skärgårdshavet och i kommunen Saltvik i landskapet Åland, i den sydvästra delen av landet. Ön ligger omkring 41 kilometer norr om Mariehamn och omkring 270 kilometer väster om Helsingfors.
Öns area är 10,8 hektar och dess största längd är 460 meter i nord-sydlig riktning.